# Gendreville
Gendreville est une commune française située dans le département des Vosges, en région Grand Est.

## Géographie

### Localisation
La commune est à 2,1 km de Médonville et 3,4 de Outremécourt et Jainvillotte.

### Sismicité
Commune située dans une zone 1 de sismicité très faible.

### Hydrographie et les eaux souterraines
Hydrogéologie et climatologie : Système d’information pour la gestion des eaux souterraines du bassin Rhin-Meuse :
Territoire communal : Occupation du sol (Corinne Land Cover); Cours d'eau (BD Carthage),
Géologie : Carte géologique; Coupes géologiques et techniques,
 Hydrogéologie : Masses d'eau souterraine; BD Lisa; Cartes piézométriques.

#### Réseau hydrographique
La commune est située dans le bassin versant de la Meuse au sein du bassin Rhin-Meuse. Elle est drainée par l'Anger, le ruisseau de l'Aulnois, le ruisseau de Rebuvau et le ruisseau du Bouchet,.
L'Anger, d'une longueur totale de 27,9 km, prend sa source dans la commune de Dombrot-le-Sec et se jette  dans le Mouzon en limite de Circourt-sur-Mouzon et de Pompierre, après avoir traversé onze communes.

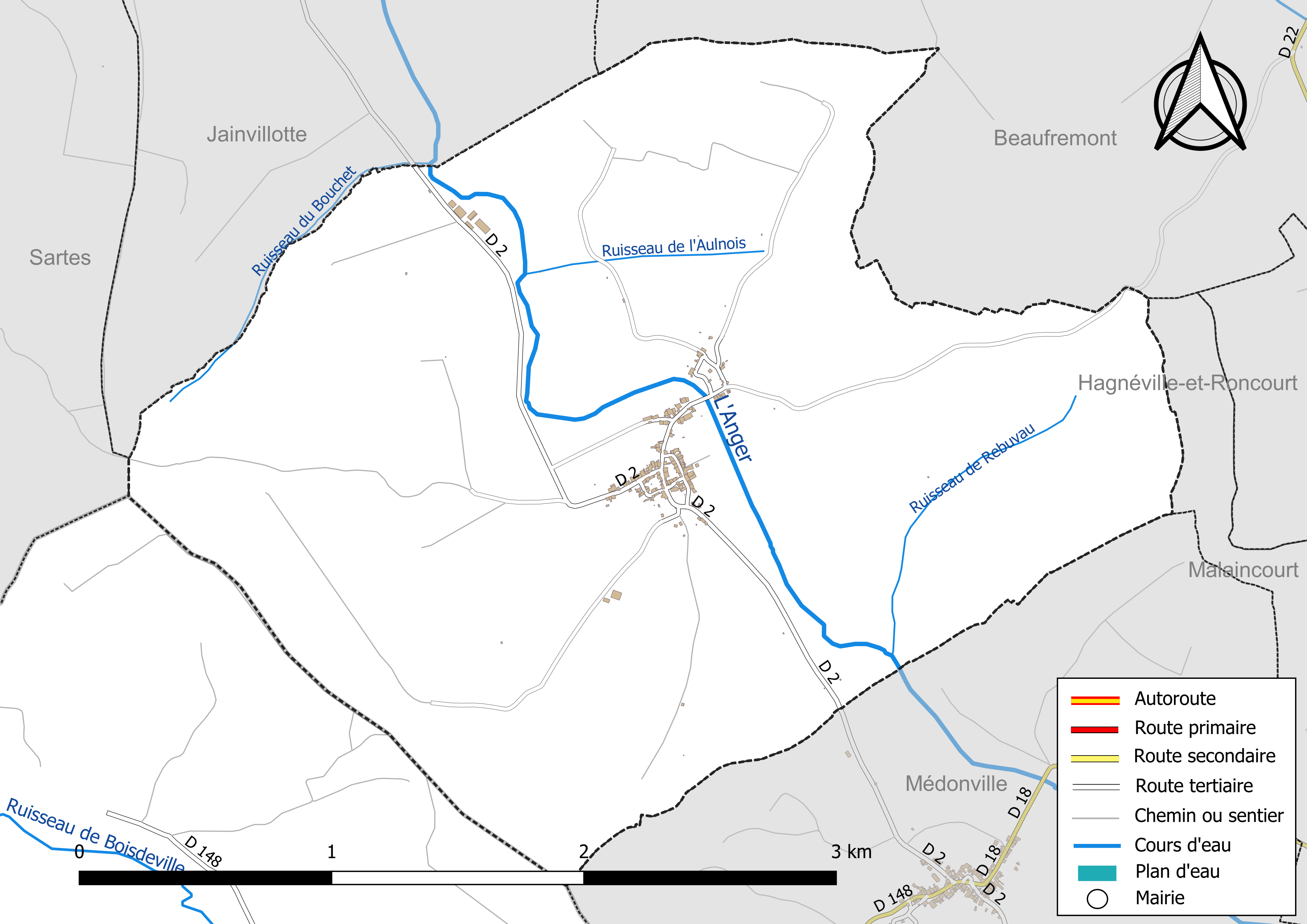
Réseaux hydrographique et routier de Gendreville.

#### Gestion et qualité des eaux
Le territoire communal est couvert par le schéma d'aménagement et de gestion des eaux (SAGE) « Nappe des Grès du Trias Inférieur ». Ce document de planification, dont le territoire comprend le périmètre de la zone de répartition des eaux de la nappe des Grès du trias inférieur (GTI), d'une superficie de 1 497 km2,  est en cours d'élaboration. L’objectif poursuivi est de stabiliser les niveaux piézométriques de la nappe des GTI et atteindre l'équilibre entre les prélèvements et la capacité de recharge de la nappe. Il doit être cohérent avec les objectifs de qualité définis dans les SDAGE Rhin-Meuse et Rhône-Méditerranée. La structure porteuse de l'élaboration et de la mise en œuvre est le conseil départemental des Vosges.
La qualité des eaux de baignade et des cours d’eau peut être consultée sur un site dédié géré par les agences de l’eau et l’Agence française pour la biodiversité. 

### Climat
Pour des articles plus généraux, voir Climat du Grand Est et Climat des Vosges.
En 2010, le climat de la commune est de type climat de montagne, selon une étude du Centre national de la recherche scientifique s'appuyant sur une série de données couvrant la période 1971-2000. En 2020, Météo-France publie une typologie des climats de la France métropolitaine dans laquelle la commune est exposée à un climat océanique altéré et est dans la région climatique  Lorraine, plateau de Langres, Morvan, caractérisée par un hiver rude (1,5 °C), des vents modérés et des brouillards fréquents en automne et hiver. 
Pour la période 1971-2000, la température annuelle moyenne est de 9,4 °C, avec une amplitude thermique annuelle de 16,7 °C. Le cumul annuel moyen de précipitations est de 999 mm, avec 13,3 jours de précipitations en janvier et 9,4 jours en juillet. Pour la période 1991-2020, la température moyenne annuelle observée sur la station météorologique de Météo-France la plus proche, « St Ouen-lès-Parey_sapc », sur la commune de Saint-Ouen-lès-Parey à 7 km à vol d'oiseau, est de 10,0 °C et le cumul annuel moyen de précipitations est de 806,8 mm. 
La température maximale relevée sur cette station est de 39,4 °C, atteinte le 25 juillet 2019 ; la température minimale est de −22 °C, atteinte le 20 décembre 2009,,. 
Les paramètres climatiques de la commune ont été estimés pour le milieu du siècle (2041-2070) selon différents scénarios d'émission de gaz à effet de serre à partir des nouvelles projections climatiques de référence DRIAS-2020. Ils sont consultables sur un site dédié publié par Météo-France en novembre 2022.

## Urbanisme

### Typologie
Au 1er janvier 2024, Gendreville est catégorisée commune rurale à habitat dispersé, selon la nouvelle grille communale de densité à sept niveaux définie par l'Insee en 2022.
Elle est située hors unité urbaine. Par ailleurs la commune fait partie de l'aire d'attraction de Vittel - Contrexéville, dont elle est une commune de la couronne,. Cette aire, qui regroupe 72 communes, est catégorisée dans les aires de moins de 50 000 habitants,.

### Occupation des sols
L'occupation des sols de la commune, telle qu'elle ressort de la base de données européenne d’occupation biophysique des sols Corine Land Cover (CLC), est marquée par l'importance des territoires agricoles (69,4 % en 2018), en diminution par rapport à 1990 (71,5 %). La répartition détaillée en 2018 est la suivante : 
prairies (66,5 %), forêts (27,4 %), zones urbanisées (3,1 %), terres arables (2,9 %). L'évolution de l’occupation des sols de la commune et de ses infrastructures peut être observée sur les différentes représentations cartographiques du territoire : la carte de Cassini (XVIIIe siècle), la carte d'état-major (1820-1866) et les cartes ou photos aériennes de l'IGN pour la période actuelle (1950 à aujourd'hui).

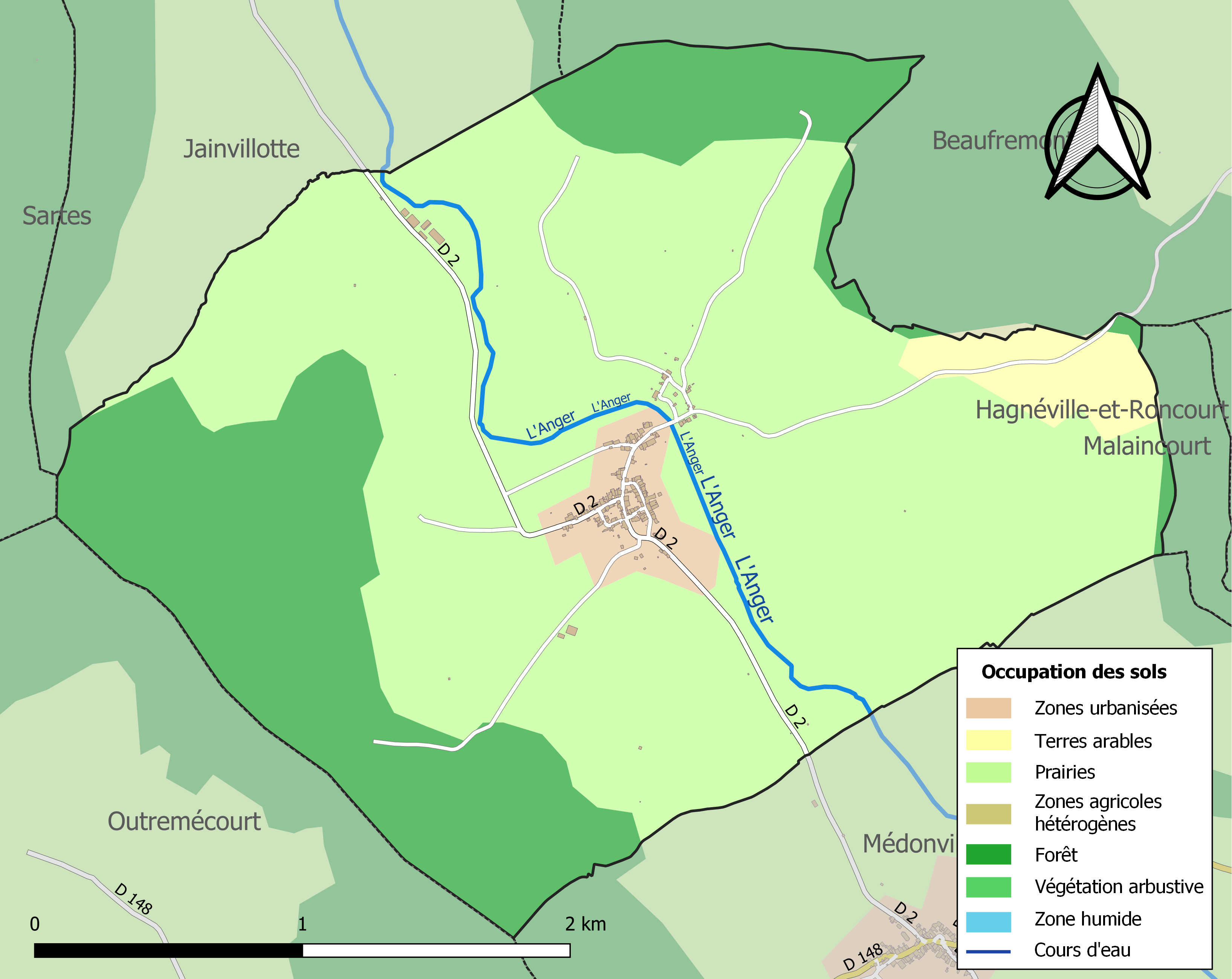
Carte des infrastructures et de l'occupation des sols de la commune en 2018 (CLC).

## Toponymie
Le nom de la localité est attesté sous les formes Gendrevile (1230) ; Gendreuville (1255) ; Gendreville (1278) ; Gondreville (1332) ; Jandrevilla (1402).

## Histoire
La commune de Gendreville, Gendrevilla, dépendait au Moyen Âge de l'ancienne baronnie de Beaufremont. En 1751 elle dépendait du baillage de Neufchâteau et en 1790 du district de Neufchâteau et du Canton de Bulgneville.
Description de la paroisse (seigneurs, clergé, terres, adiministration...) dans la monographie communale écrite par l'institeur en 1889.

## Politique et administration

### Budget et fiscalité 2022

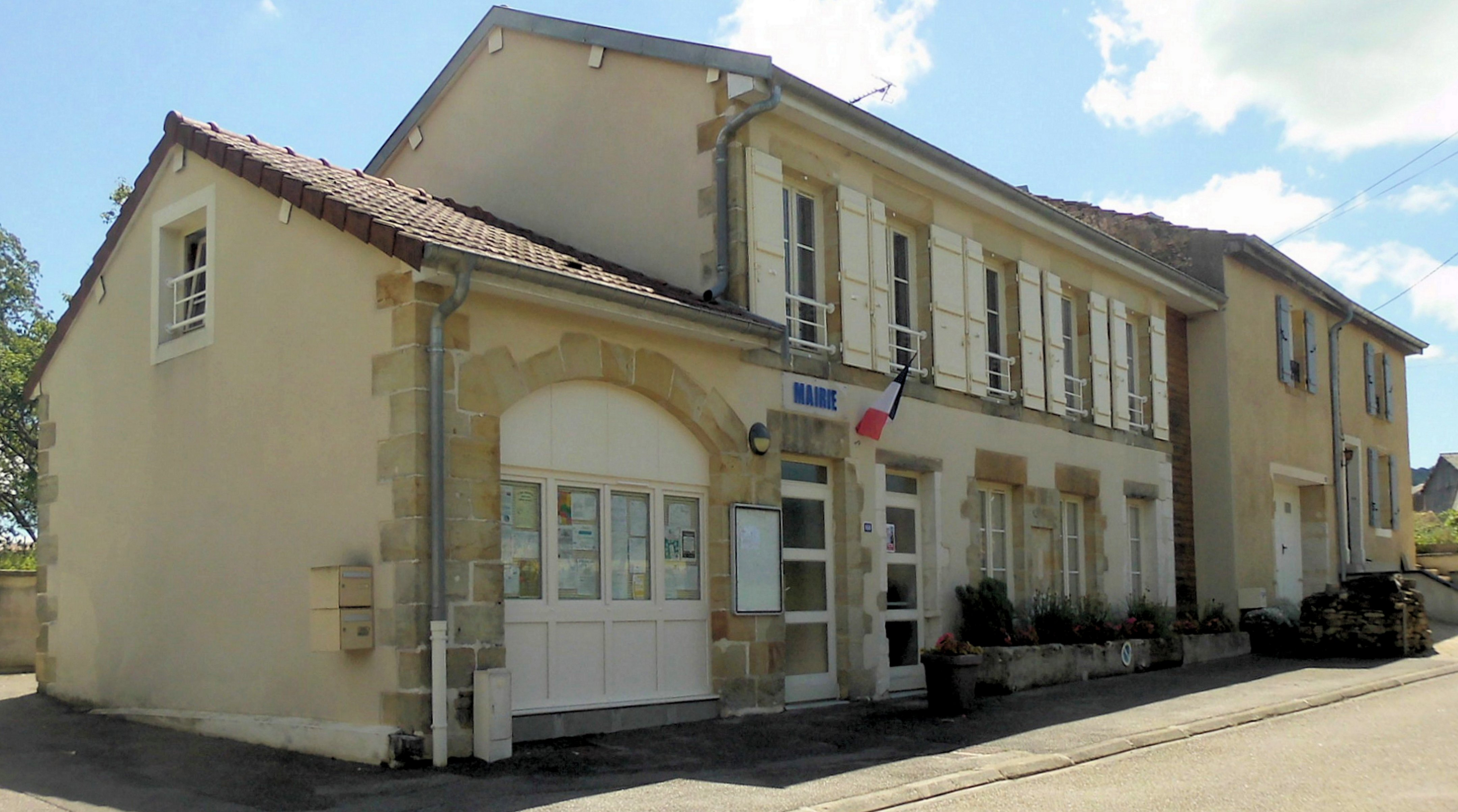
La mairie.

En 2022, le budget de la commune était constitué ainsi :
- total des produits de fonctionnement : 125 000 €, soit 1 153 € par habitant ;
- total des charges de fonctionnement : 96 000 €, soit 890 € par habitant ;
- total des ressources d'investissement : 95 000 €, soit 880 € par habitant ;
- total des emplois d'investissement : 37 000 €, soit 341 € par habitant ;
- endettement : 25 000 €, soit 232 € par habitant.

Avec les taux de fiscalité suivants :
- taxe d'habitation : 22,00 % ;
- taxe foncière sur les propriétés bâties : 43,29 % ;
- taxe foncière sur les propriétés non bâties : 31,12 % ;
- taxe additionnelle à la taxe foncière sur les propriétés non bâties : 38,75 % ;
- cotisation foncière des entreprises : 23,57 %.

Chiffres clés Revenus et pauvreté des ménages en 2021 : médiane en 2021 du revenu disponible, par unité de consommation : 21 330 €.

## Économie

### Entreprises et commerces

#### Agriculture
- Élevage de vaches laitières.

#### Tourisme
- Hébergements et restauration à Bulgnéville, Châtenois, Contrexéville, Neufchâteau.

#### Commerces
- Commerces et services de proximité.

### Liste des maires
| Période                                  | Période    | Identité        | Étiquette | Qualité |
| ---------------------------------------- | ---------- | --------------- | --------- | ------- |
| Les données manquantes sont à compléter. |            |                 |           |         |
| mars 2001                                | avril 2014 | Gabriel Bonjour |           |         |
| avril 2014                               | En cours   | Alain Martin    |           |         |

## Population et société

### Démographie

#### Évolution démographique
L'évolution du nombre d'habitants est connue à travers les recensements de la population effectués dans la commune depuis 1793. Pour les communes de moins de 10 000 habitants, une enquête de recensement portant sur toute la population est réalisée tous les cinq ans, les populations de référence des années intermédiaires étant quant à elles estimées par interpolation ou extrapolation. Pour la commune, le premier recensement exhaustif entrant dans le cadre du nouveau dispositif a été réalisé en 2005.

En 2022, la commune comptait 104 habitants, en évolution de −1,89 % par rapport à 2016 (Vosges : −2,96 %, France hors Mayotte : +2,11 %).
| 1793 | 1800 | 1806 | 1821 | 1831 | 1836 | 1841 | 1846 | 1856 |
| ---- | ---- | ---- | ---- | ---- | ---- | ---- | ---- | ---- |
| 560  | 549  | 585  | 618  | 690  | 638  | 610  | 599  | 519  |

| 1861 | 1866 | 1876 | 1881 | 1886 | 1891 | 1896 | 1901 | 1906 |
| ---- | ---- | ---- | ---- | ---- | ---- | ---- | ---- | ---- |
| 517  | 480  | 441  | 417  | 374  | 346  | 324  | 336  | 332  |

| 1911 | 1921 | 1926 | 1931 | 1936 | 1946 | 1954 | 1962 | 1968 |
| ---- | ---- | ---- | ---- | ---- | ---- | ---- | ---- | ---- |
| 293  | 233  | 217  | 215  | 203  | 191  | 164  | 154  | 156  |

| 1975 | 1982 | 1990 | 1999 | 2005 | 2006 | 2010 | 2015 | 2020 |
| ---- | ---- | ---- | ---- | ---- | ---- | ---- | ---- | ---- |
| 140  | 145  | 127  | 109  | 113  | 111  | 116  | 104  | 105  |

| 2022 | - | - | - | - | - | - | - | - |
| ---- | - | - | - | - | - | - | - | - |
| 104  | - | - | - | - | - | - | - | - |

### Enseignement
Établissements d'enseignements :
- Écoles maternelles et primaires à Landaville, Vrécourt, Saint-Ouen-lès-Parey, Harréville-les-Chanteurs, Bazoilles-sur-Meuse,  Circourt-sur-Mouzon.
- Collèges à Bourmont-entre-Meuse-et-Mouzon, Châtenois, Mandres-sur-Vair, Liffol-le-Grand, Neufchâteau.
- Lycées à Mandres-sur-Vair, Neufchâteau, Neufchâteau.

### Santé
Professionnels et établissements de santé :
- Médecins à Vrécourt, Bulgnéville, Châtenois, Neufchâteau, Liffol-le-Grand.
- Pharmacies à Vrécourt, Bulgnéville, Bourmont, Châtenois, Neufchâteau, Liffol-le-Grand.
- Hôpitaux à Neufchâteau, Vittel, Lamarche, Mattaincourt.

### Cultes
- Culte catholique, Paroisse Saint-Basle-de-la-Plaine[29], Diocèse de Saint-Dié.

## Lieux et monuments

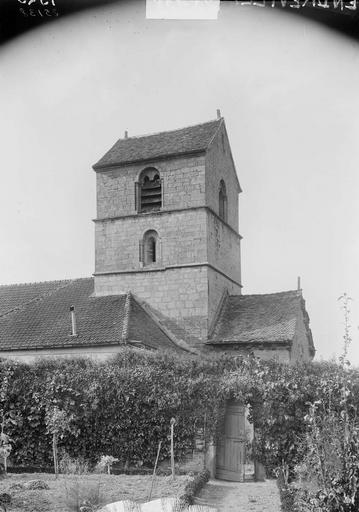
Église Saint-Rémy.
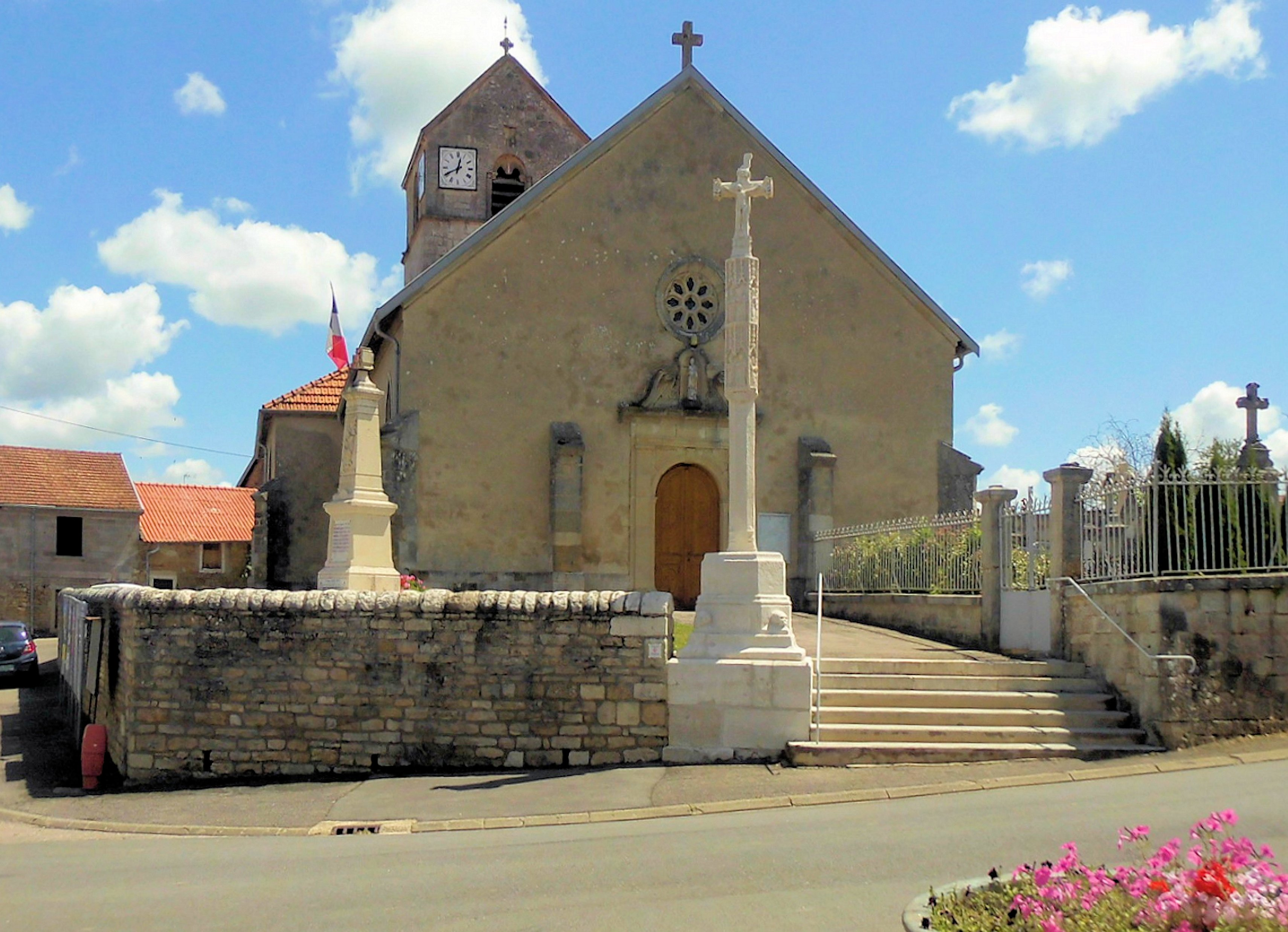
La croix de chemin.
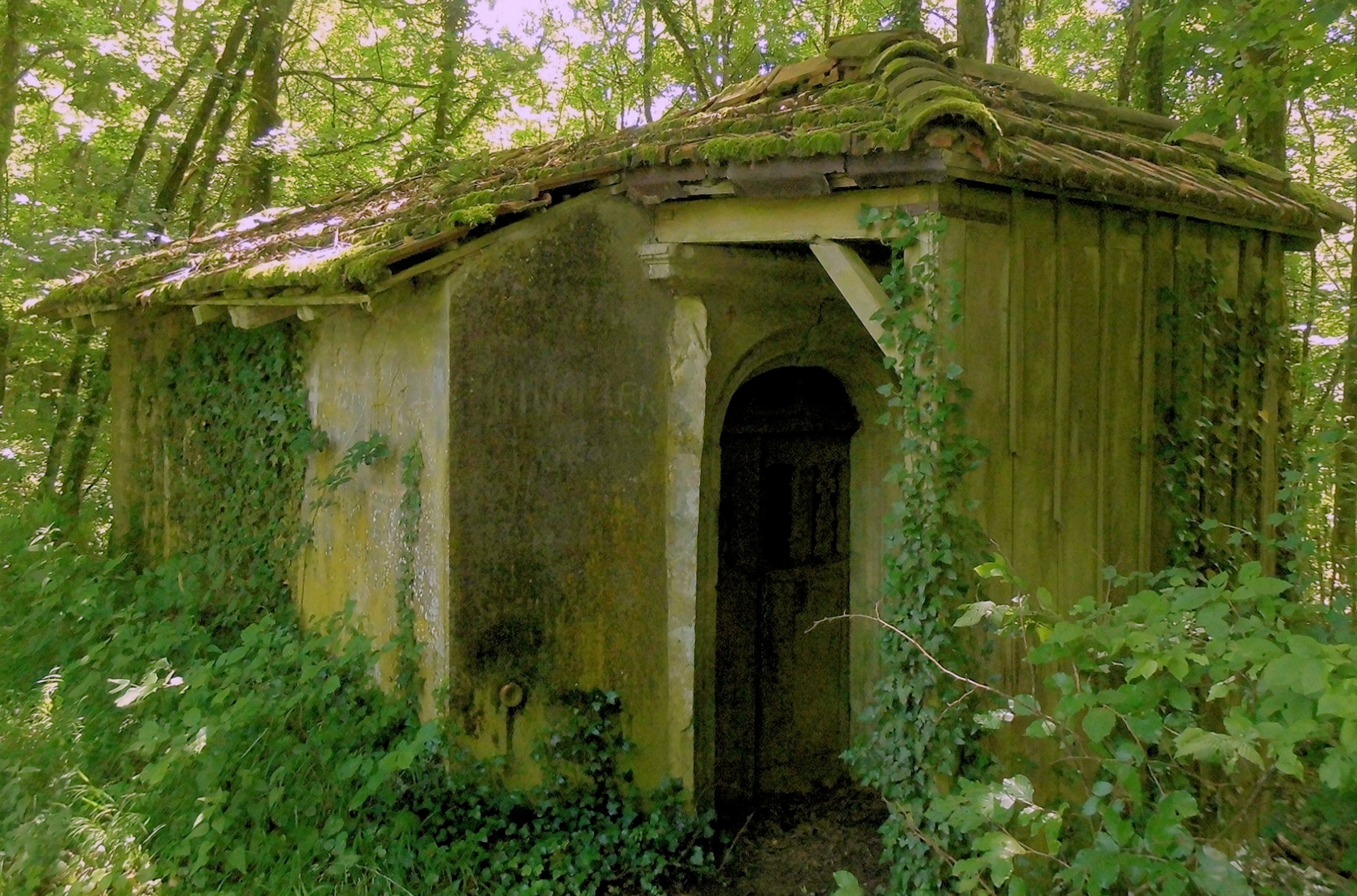
La chapelle Saint-Charles.
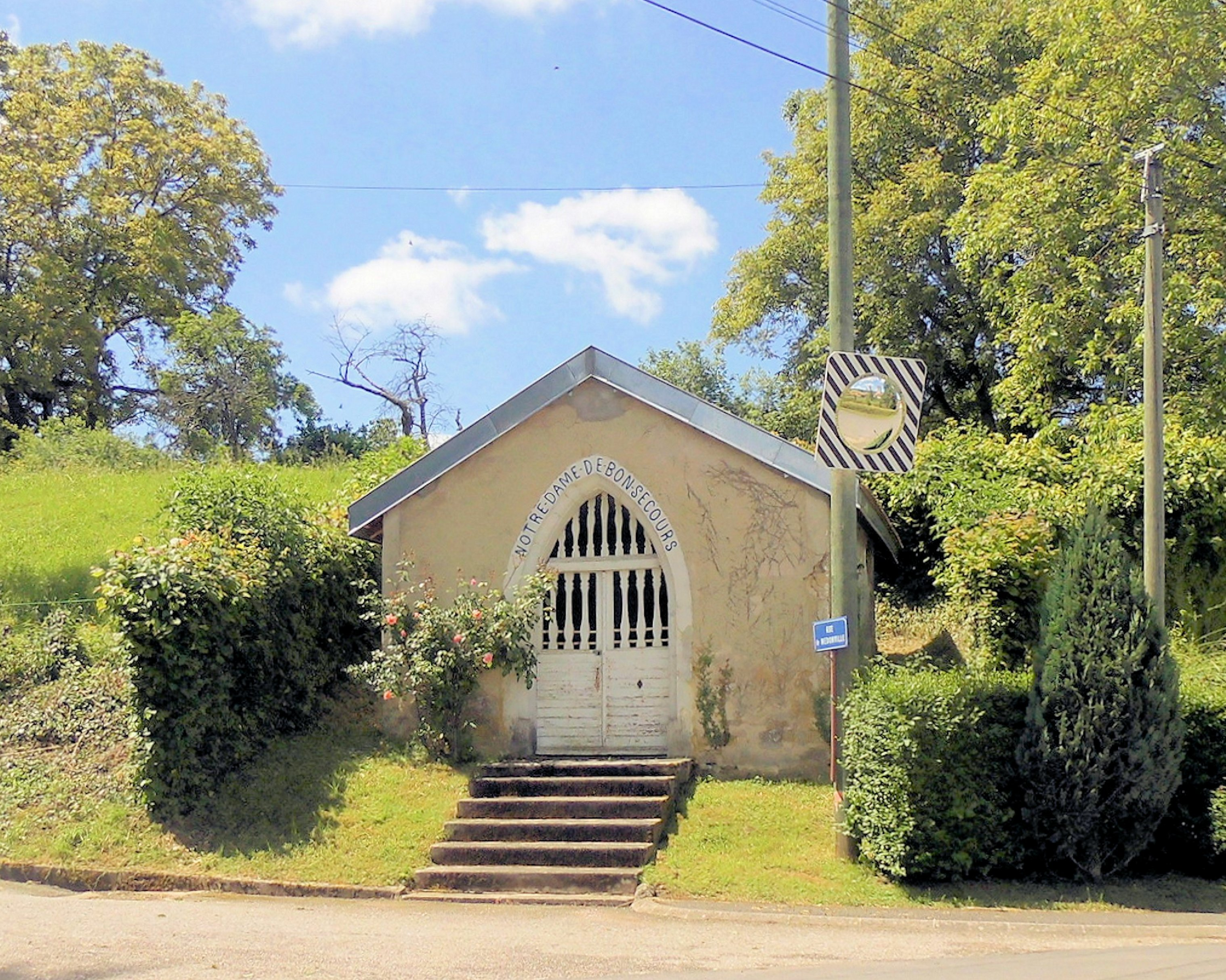
La chapelle Notre-Dame-de-Bonsecours.

Patrimoine religieux :
- Église Saint-Rémy, église romane du XIIe siècle avec initialement une nef gothique du XVIe siècle, entièrement reconstruite en 1890. Seules, une travée de chœur, avec le clocher qui la surmonte et l'abside carrée sont anciens et de style roman, probablement vers 1200 ou postérieur[30]. Quoique d'une extrême simplicité et de petites dimensions, c'est une construction soignée, en belle pierre calcaire d'un gris jaunâtre. La travée de choeur sous le clocher ( 4,15 x 4,40 m) et l’abside (3,20 x 4,40 m) sont voûtées sur croisées d'ogives, dont les ogives sont profilées suivant trois tores. Les arcs doubleaux qui séparent la nef de l’abside sont en cintre brisé très aigu, de section rectangulaire. Au XVe siècle, les murs latéraux de la travée de choeur, sous le clocher, ont été éventrés pour taire communiquer celle-ci avec deux chapelles construites à cette époque à sa droite et à sa gauche. Toutes les fenêtres ont été refaites à des époques relativement modernes. Le clocher comprend deux étages au-dessus de la toiture. Ils sont séparés par de minces larmiers (saillants). Le premier n’est percé que d’une fenêtre en plein cintre, le second, celui du beffroi, est percé sur chaque face d’une fenêtre en plein cintre supporté par deux colonnettes. Chaque cintre est subdivisé en deux arcs reposant sur des colonnettes centrale et latérales. La façade montre le portail en plein cintre surmonté d'un groupe sculpté puis d'une petite rose.. Une croix surmonte le faîte, comme souvent dans ce genre de façade (Agincourt, M&M, par exemple)..
- Chapelle Notre-Dame-de-Bonsecours[31]

Groupe sculpté la Vierge et l'ange de l'Annonciation.
Groupe sculpté l'ange de l'Annonciation.
Groupe sculpté la Vierge.
Groupe sculpté : Sainte Anne et la Vierge, Vierge à l'Enfant jouant avec saint Jean-Baptiste, Vierge de Miséricorde.
- Chapelle Saint-Charles, dans le bois Saint-Charles, à l'est du village (en très mauvais état)[36].
- Croix de chemin classée monument historique en 1906[37].
- Monument aux morts.

Autres patrimoines :
- Patrimoine architectural rural recensé par le service de l'Inventaire général du patrimoine culturel[38] :

Borne fontaine - abreuvoir.
Ferme n°13.
Pierre de fondation portant la date "1698".
Plaque de cheminée portant la date "1583" et les initiales " P B / B P ".
Maison de manouvriers, forge n°20.
Tarare n°1.
Tarare n°2.
Le puits, dit de la fontaine de la Cure : Pompe à eau.
Machine à botteler.
Nichoir, pigeonnier.

## Pour approfondir